# José Manuel Pérez-Muñoz
José Manuel Pérez-Muñoz (Sevilla, 10 de octubre de 1978) es un compositor y director español.

## Biografía
José Manuel obtiene el grado en composición en el Conservatorio Superior de Música de Sevilla. En 2006 comienza su colaboración con la productora 2/14 (Dosdecatorce) en la creación de sus productos audiovisuales, específicamente cortometrajes y documentales. En 2008 se encarga de componer la música para vídeos promocionales del Festival Iberoamericano de Huelva. En el mismo año trabaja como asistente musical para la cadena Cuatro en el programa "La Batalla de los Coros". 
Entre  2010 y 2012 forma parte de la organización del Festival de Música de Cine de Úbeda en el área de conciertos. En 2011 llega al Conservatorio Profesional de Música de Osuna como profesor de composición, impartiendo las asignaturas de Armonía, Análisis y Fundamentos de Composición. En ese mismo año crea el curso "Técnica de la  Música de Cine" en la Escuela Andaluza de Medios Audiovisuales ESAMA que enseña hasta la fecha.

## Filmografía
Ha compuesto las bandas sonoras originales de los siguientes audiovisuales:
- PieNegro dirigida por Guillermo Rojas (2006)
- En la otra camilla dirigida por Luis Melgar (2008)
- Milicianos andaluces dirigida por Luis Melgar (2008)
- Patrulla perdida dirigida por Guillermo Rojas (2009)

## Premios
- 2009 Mejor banda sonora original por "Patrulla Perdida" en el Festival Internacional de Cortometrajes Pilas en Corto